# Erigeron hungaricus
Erigeron hungaricus — вид квіткових рослин з родини айстрових (Asteraceae). Ареал: Словаччина, Польща, Румунія.

## Середовище
Росте на трав'янистих галявинах, кам'янистих схилах і укріплених щебенях, на узліссях хвойних насаджень на вапняках і доломітах, рідше на мілонітах в субальпійській і альпійській фазі рослинності.

## Біоморфологічна характеристика
Це трав'яниста багаторічна рослина з простим або слаборозгалуженим кореневищем. Стебло зазвичай прямовисне, нерозгалужене, слабо борозенчасте, слабо запушене, 5–25 см заввишки. Приземні листки розташовані в розетці, черешкові, черешок вузькокрилий; пластина від обернено-ланцетної до лопатчатої, найширша у верхній п'ятій частині, 30–100 мм завдовжки, до 12 мм завширшки, світло-жовто-зелена; стеблові листки від 4 до 8, до верхівки зменшуються, у довжину 30–55 мм, ушир до 7 мм, жовто-зелені; верхні листки сидячі, пластина ланцетоподібна, найширша посередині. Квіткові головки променисті, напівкулясті, переважно поодинокі, у діаметрі 15–20 мм. Приквітки лінійно-ланцетні, до 6,5 мм завдовжки, біло запушені. Язичкові квітки від 80 до 110, розпростерті вгору і вбік, пурпурового, рідше білуватого забарвлення. Трубчасті квітки циліндричні, жовті, у довжину до 4 мм. Цвіте з (червня) липня по серпень (вересень).